# Magne d'Efes
Magne d'Efes (en llatí Magnus, en grec antic Μάγνος Κλινικός) era un metge grec nadiu d'Efes, que Celi Aurelià menciona com a autor d'un escrit sobre la hidrofòbia.
Seria potser el mateix metge que també segons Celi Aurelià formava part de l'escola metòdica, i que hauria viscut abans que Agàtinos i, per tant, al segle i.